# Hyllisia vittipennis
Hyllisia vittipennis är en skalbaggsart som beskrevs av Stefan von Breuning 1940. Hyllisia vittipennis ingår i släktet Hyllisia och familjen långhorningar.
Artens utbredningsområde är Kenya. Inga underarter finns listade i Catalogue of Life.